# Bigi Poika
Bigi Poika (karipski: Akarani) je selo i općina (niz. resort) u Surinamu, koji se nalazi u okrugu Para.

## Demografija
Prema podacima iz 2004. godine u mjestu živi 337 stanovnika.

## Gospodarstvo
Većinom se živi od poljoprivrede i lova.

## Galerija
- Prvaši
- Sambura bubnjevi

## Vanjske poveznice
- Bigi Poika